# 知の考古学
ミシェル・フーコーの『知の考古学』（ちのこうこがく、フランス語:L' archéologie du savoir, 1969）は、客体たる人間の意識の下で作用するところの規則に従うものであり、そして所与の時代と地域で用いられる言語と思考の限界を決定するところの可能性の概念的体系を定めるものである、思考と知識の体系の、方法論と歴史編集についての学術論文である。『知の考古学』は、フーコーが『狂気の歴史』（1961年）、『臨床医学の誕生』（英語:  The Birth of the Clinic ）（1963年）、そして『言葉と物』（英語:  The Order of Things ）（1966年）で使ったところの分析的方法である。

## 日本語訳
- 『知の考古学』（中村雄二郎訳）河出書房新社、1970年
- 『話体訳 知の考古学』（中村雄二郎訳・風戸盈話体訳）草文社、2009年
- 『知の考古学』（慎改康之訳）河出書房新社<河出文庫>、2012年